# Christa Beran
Christa „Christl“ Beran, geborene Denner (* 1922; † Dezember 1992) war eine österreichische Gerechte unter den Völkern.

## Leben
Christa Beran war eine von zwei Töchtern eines Ingenieurs, ihre Mutter stammte aus Weißrussland und war früh verstorben. Die Familie Denner zog in Wien um und Christa lernte als vierzehnjähriges Mädchen ihre neue Nachbarin, die acht Jahre ältere jüdische Jurastudentin Edith Hahn kennen, von der sie Nachhilfe erhielt. Zwischen den beiden entstand eine lebenslange Freundschaft. Christa Denner betrieb nach Abschluss an der Handelsschule ein  Souvenirgeschäft, sie beschützte im Dritten Reich ihren Jugendfreund Hans Beran, da dessen Vater jüdischer Herkunft war und so sein Ariernachweis nicht vollständig war. Nach Kriegsende heiratete das Paar.    
Sie verhalf Edith Hahn, die 1942 aus einem Arbeitslager der Firma Besthorn in Aschersleben geflüchtet war, zu falschen „arischen“ Papieren: Sie gab ihr ihren Taufschein, die Schülerlegitimation und ihre Lebensmittelkarten. Der Polizei meldete sie, sie habe ihre Papiere am 29. Juli 1942 auf der Alten Donau beim Segeln verloren. Edith Hahn nahm die Identität von Christa Denner an und überlebte so den Krieg.
Jahrzehnte später schrieb Edith Hahn an Simon Wiesenthal und schilderte ihm diese Hilfe. Er informierte die israelische Gedenkstätte Yad Vashem, die Christa Beran am 4. Juni 1985 als Gerechte unter den Völkern ehrte. 